# Абдуллаев, Шамшад Маджитович
Шамшад Маджитович Абдуллаев (1 ноября 1957, Фергана — 23 октября 2024, Алматы) — узбекский русскоязычный поэт, прозаик и эссеист.

## Биография
Окончил филологический факультет Ферганского педагогического института. Жил в Фергане, затем в Алматы. В 1991—1995 годах — заведующий отделом поэзии журнала «Звезда Востока».
Автор четырёх книг стихов и книги прозы. Публиковался также в журналах «Знамя», «Волга», «Родник», «Черновик», «Вестник новой литературы», антологии «Освобождённый Улисс (Современная русская поэзия за пределами России)» и др. Лидер «ферганской поэтической школы» (Ольга Гребенникова, Хамдам Закиров, Даниил Кислов, Григорий Коэлет и др.).
Будучи узбеком, Абдуллаев писал исключительно на русском языке, который использовался им (и другими авторами «ферганской школы») как язык межкультурного взаимодействия, позволяющий на нейтральной почве развернуть диалог восточного менталитета и западной просодии, противопоставить среднеазиатское и американско-европейское начала, минуя русскую поэтическую (равно как культурную и мыслительную) традицию.
Умер 23 октября 2024 года в Алматы в возрасте 66 лет.

## Книги
- Окраина: [Стихи]. — Ташкент, 1987. (В составе сборника: Встреча: Стихи молодых поэтов. — Ташкент: Ёш гвардия, 1987. — 93 с.)
- Промежуток: [Стихи] / Предисловие В. Кондратьева. — СПб.: Митин журнал; Северо-Запад, 1992. — 36 с.
- Медленное лето: [Стихи, эссе]. — СПб.: Митин журнал; Ривьера, 1997. — 46 с.
- Двойной полдень: Рассказы, эссе. — СПб.: Борей-Арт, 2000. — 250 с.
- Неподвижная поверхность: [Стихи] / Предисловие А. Скидана. — М.: Новое литературное обозрение, 2003. — 144 с. — (Поэзия русской диаспоры).
- Припоминающееся место: [Проза]. — М.: Книжное обозрение (АРГО-РИСК), 2012. — 152 с. — («Малая проза», вып. 8).
- Приближение окраин: Стихи. Эссе / Предисловие А. Уланова. — М.: Новое литературное обозрение, 2013. — 160 с. — (Новая поэзия).
- Перед местностью: [Стихи]. — М.: Книжное обозрение (АРГО-РИСК), 2017. — 108 с. — (Воздух).
- Другой юг: [Проза]. — М.: Носорог, 2020. — 240 с. 2-е изд.: 2022.
- Монотонность предместья: [Стихи]. — М.: ОГИ, 2023. — 109 с. — (Поэтическая серия журнала «Флаги»).
- Перечень: Эссе. — М.: Носорог, 2023. — 192 с.

## Награды и признание
- Премия Андрея Белого за стихи (1993).
- Премия журнала «Знамя» за эссеистику (1998).
- Русская премия за поэзию (2006).
- Русская премия за поэзию (2013).
- Стипендиат Фонда Иосифа Бродского (2015).
- Лауреат премии «Волга/НОС» Фонда Михаила Прохорова за книгу прозы «Другой юг» (2020).